# Ленинский район (Шахтинский округ)
Ленинский район — административно-территориальная единица, существовавшая в УССР и РСФСР в 1923—1925 годах. Административный центр — хутор Ленин (бывший Свинарёв).

## История
Постановлением Президиума Всеукраинского ЦИК от 7 марта 1923 года «Об административно-территориальном делении Донецкой губернии» в составе Шахтинского округа был образован Ленинский район с центром в хуторе Ленин (бывший Свинарёв).
1 октября 1924 года Ленинский район был передан в состав Шахтинского округа Юго-Востока России.
На 20 октября 1924 года в Шахтинском округе Северо-Кавказского края значился Ленинский район (центр — хутор Ленин (бывший Свинарёв).
В составе Ленинского района значились:, 12 сельсоветов, 20 населённых пунктов и Ленинский райисполком. Сельсоветы:Голо-Калитвенский, Демишевский, Дубовой, Карпово-Обрывский, Комиссаровский, Кононовский, Корсунский, Крутинский, Литвиновский, Масловский, Погореловский, Рудаковский.
В 1925 году Ленинский район был упразднён, а его территория в основном вошла в состав Усть-Белокалитвенского района, а  Карпово-Обрывский сельсовет в состав Тацинского района.